# Centrul Cultural Județean Arad
Centrul Cultural Județean Arad este o instituție publică de cultură subordonată Consiliului Județean Arad și are drept misiune fundamentală perpetuarea și promovarea valorilor culturale și civice arădene în context regional, național și internațional. Promotor cultural și susținător al tuturor inițiativelor valoroase, Centrul Cultural Județean Arad furnizează autorității tutelare expertiză în domeniul politicilor culturale.
Activitatea Centrului Cultural are trei dimensiuni precise. 
- În primul rând, Centrul este un important inițiator de evenimente și programe culturale: conferințe publice, expoziții de artă, concerte, publicații, spectacole dramatice.
- În al doilea rînd, Centrul Cultural Județean Arad primește toate solicitările de finanțare adresate Consiliului Județean fiind astfel pregătit să ofere consultanță pe tot parcursul derulării unui eveniment cultural, de la faza de proiect, până la monitorizarea și evaluarea rezultatelor.
- În al treilea rând instituția funcționează ca un nucleu de politici publice al autorității județene, oferind Consiliului Județean Arad o gamă de analize, strategii și prognoze cu privire la sfera culturală regională.

## Organizare și departamente
Organizat pe compartimente specializate, Centrul Cultural acoperă toate domeniile culturii tradiționale și contemporane.
- Serviciul de management și marketing cultural turistic are drept responsabilitate inițierea, implementarea și monitorizarea unor programe culturale, educaționale și turistice reprezentative pentru județul Arad. Serviciul furnizează de asemenea consultanță și expertiză în domeniile sale de competență, funcționînd ca un nucleu regional de politici publice.
- Creată și condusă de scriitorul arădean Vasile Dan, Revista Arca este tribuna cea mai prestigioasă a comunității literare arădene. Recunoscută la nivel național, publicația are drept miză esențială deschiderea spre valorile autentice ale culturii scrise din România.
- Biroul pentru conservarea și promovarea culturii tradiționale, are un rol esențial în perpetuarea și valorificarea identității etnoculturale arădene.
- Ansamblul profesionist Rapsozii Zărandului, conduși de la înființare de maestrul Petrică Pașca, face parte din elita muzici populare românești și își datorează performanțele calității instrumentiștilor și bogăției repertoriului tradițional.
- Compartimentul administrativ, este miezul funcțional al instituției și are responsabilitatea esențială a bunului mers al activităților curente.

## Proiecte actuale
Centrul Cultural este o instituție publică cu acoperire județeană, preocupată de păstrarea echilibrului între activitatea culturală urbană și cea desfășurată în satele și comunele arădene. Prin intermediul Centrului, Consiliul Județean Arad patronează evenimente de anvergură și interes pentru viața culturală și spirituală a comunităților locale.
Calendarul anual al evenimentelor culturale oferă principalele repere ce definesc diversitatea și multiculturalitatea ca elemente de referință ale spațiului arădean:
- Festivalul interjudețean de folclor al cântecului și jocului popular din Țara Zărandului;

Tîrgul meșterilor populari (organizat în parteneriat cu Complexul Muzeal Arad) pune în valoare specificul și valorile culturii tradiționale din județul Arad. Desfășurat la Arad și Moneasa, Tîrgul propune publicului contemporan întîlnirea cu îndeletniciri și meșteșuguri vechi de sute de ani. E un privilegiu unic al arădenilor de a-i vedea pe olarii din Tîrnăvița și Hălmagiu-Hălmăgel, pe furcașii din Avram Iancu și țesătoarele din Șicula; pe frînghierii din Buteni, pălărierii din de la Pîncota; pe împletitorii în nuiele din Ineu-Dealul Viilor și pe pictorii naivi din Brusturi și Vîrfurile
- Parada portului popular de la Moneasa;
- Târgul de Fete de pe Muntele Găina;
- Festivalul folcloric „La izvor de cânt și dor” de la Lipova;
- Târgul Codrenilor de la Văsoaia.

Artele vizuale sunt ilustrate printr-un eveniment de talie internațională ce a înscris Aradul pe harta culturală europeană și mondială – Bienala de Arte Contemporane, iar cultura scrisă prin manifestări de gen, precum : Festivalul Internațional de Literatură „Dorel Sibii” organizat de prestigioasa Revistă de cultură „Arca”.
Tot la acest capitol figurează apariția următoarelor publicații: „Monografia în imagini a județului Arad”, broșurile tematice „Arad-Culture and History … from the old times”, „Arad-Religion and Spirituality … lights of faith”, „Arad-Bussines Data …a gift from the people”; broșura bilingvă „Force Tourism Județul Arad – destinații județene”, „E7 – Drum turistic european”.
Artele spectacolului sprijinite consecvent de instituția Centrului Cultural, promovează interculturalitatea materializată într-o suită de evenimente precum: 
- „Festivalul Minorităților”,
- „Zilele Culturii Sârbe”,
- „Zilele Culturii Maghiare”
- sau mult-mediatizatul Festival Internațional de Teatru Francofon realizat în colaborare cu Asociația Amifran.

În aria evenimentelor cu un caracter civic desfășurate sub egida Consiliului Județean Arad, se înscriu manifestările: 
- „1 Decembrie – Ziua Națională a României”;
- „9 Mai – Ziua Europei”;
- „Comemorarea Eroilor de la Păuliș”;
- „Comemorarea Eroilor Revoluției din Decembrie 1989”.

De asemenea, și acțiuni ce recompensează talentul, creativitatea sau performanța:
- Gala excelenței arădene;
- Premiile anuale ale Uniunii Scriitorilor din România;
- Premiile Uniunii Artiștilor Plastici -" Filiala Arad.

Începând cu anul 2008, Centrul a demarat noi proiecte convergente direcției strategice „educația artistică permanentă” și anume: Programul complex „Zilele Culturii Județului Arad” cu subproiectul „Școala de Vară” destinat tinerilor cu aptitudini vocaționale din localitățile județului – Chișineu Criș, Curtici, Ineu, Lipova, Nădlac, Pecica, Sântana, Sebiș, Pâncota. S-a continuat cu organizarea taberelor de creație: tabăra de pictură de la Bata, coregrafie-instruire dans popular la Moneasa, creație literară a tinerilor scriitori la Săvârșin.
S-a reușit în același timp o revitalizare a caselor de cultură orășenești, fapt ce a condus la inițierea unui alt program de succes „Cetatea Culturală a Județului Arad” în derulare pe cca. 4 ani.
Obiectivul major este facilitarea accesului locuitorilor din localitățile mici la produsele și serviciile culturale ale instituțiilor profesioniste arădene care pot contribui la îmbunătățirea ofertei de petrecere a timpului liber și la dezvoltarea mediului socio-cultural în scopul creșterii nivelului de civilizație și calitate a vieții.
Proiecte ale ariei tematice „Turism”: 
- Trasee turistice „Cetăți Arădene”;
- Sport, Turism pe valea inferioară a Mureșului (Asociația Județeană Sportul Pentru Toți),
- „O fărâmă de cer”- Expediție în Tian Shan - Munții Cerului (Asociația „Altitudine”),
- Pro Natura-acțiune de educație, ecologizare și protecție în Parcul Natural Lunca Mureșului (Fundația Lupte Club Gloria Arad).

Proiecte ale ariei tematice „Educație și sănătate”: 
- Constituirea rețelei locale anti-drog în județul Arad (Fundația „Pro Prietenia”);
- „Donează sânge – dăruiește viață” (Centrul de transfuzie Sanguină Arad);
- Politici europene de implementare a egalității de șanse în educație (Inspectoratul Școlar al județului Arad),
- Zilele Academice Arădene, DKMT– Conferință transfrontalieră de bioecologie și sănătate publică (Universitatea de Vest „Vasile Goldiș”),
- „Cercetare și educație în era inovației”, „Comunicare și Interculturalitate „ (Universitatea „Aurel Vlaicu” Arad).

La capitolul „activități de tineret” se înscriu proiectele: 
- „Tinerii și voluntariatul” (Condor Club Arad),
- „Conecting Culture – Building Europe”,
- Branding Europe – Celebrating Diversity (Asociația „Ofensiva Tinerilor”).

### Istoric proiecte
Centrul Cultural a inițiat în anul 2001 programul Întîlnire cu personalități ale culturii contemporane, al cărui obiectiv era acela de a facilita contactul publicului arădean cu cele mai influente figuri culturale ale timpului nostru.
Au răspuns invitației scriitori, istorici, politologi, artiști plastici, muzicieni, lideri de opinie, între care îi aminitim pe Adam Michnik, Andrei Pleșu, Joshua Muravchik, Horia Roman Patapievici, Pawel Huelle, Daniel Dăianu, Grendel Lajos, Gabriel Liiceanu, Grzegorz Musiał, Octavian Paler, Roland Chojnacki, Adrian Cioroianu, Alfonso Caputo, Livius Ciocârlie, Vesna Vašková, Alex Ștefănescu, Pascal Coulan, Adriana Babeți, Szasz Zoltan, Cătălin Avramescu, Paul Wingrowe, Liviu Rotman...

## Parteneriate
Centrul Cultural Județean Arad este angajat într-o rețea densă de parteneriate instituționale locale, naționale și internaționale: 
Institutul Polonez, Centrul Ceh, Centrul Cultural Francez, New Europe College, Fundația 'A Treia Europă', Microsoft Romania, editurile Humanitas și Polirom, ProHelvetia, Centrul de Asistență Rurală, European Cultural Foundation, Concept Foundation, Ecumest, Centrul Euroregional pentru Democrație, Open Society Institute etc.